# Polesie (Wieruszów)
Pour les articles homonymes, voir Polesie (homonymie).
Polesie est une localité polonaise de la gmina et du powiat de Wieruszów en voïvodie de Łódź.